# Budapesti Postás SE
Budapesti Postás SE – węgierski klub piłkarski z siedzibą w Budapeszcie.

## Historia

### Chronologia nazw
- 1899: Budapesti Posta és Távirda Tisztviselők Sport Egyesülete
- 1901: Postások Sport Egyesülete
- 1917: Postás Sport Egyesület
- 1918: Postások Sport Clubja
- 1919: Postás Sport Egyesület (SE)
- 1950: Budapesti Postás SK (fuzja z Szentlőrinci AC)
- 1954: Bp. Törekvés SE (BTSE) (Budapesti Lokomotív wraz z BKV Előre SC i Budapesti Postás SK tworzy klub Törekvés, będący kontynuatorem klubu Postás)
- 1956: Postás SE (wydzielenie BVSC, Budapesti Lokomotív (oddzielny klub), Postás SE i Szentlőrinci AC z BTSE)

## Osiągnięcia
- W lidze: 1903–1906, 1949/1950, 1950, 1952–1953,